# Наша Ряба (Катеринопіль)
Футбольний клуб «Росава-Наша Ряба» — український аматорський футбольний клуб з смт. Катеринопіль Черкаської області, заснований у 2006 році. Виступає у Чемпіонаті та Кубку Черкаської області. Домашні матчі приймає на стадіоні «Маракана» в селі Степанці Канівського району.
Входить до структури холдингу «Миронівський хлібопродукт».

## Досягнення
- Чемпіонат Черкаської області
  - Бронзовий призер: 2009
- Кубок Черкаської області
  - Фіналіст: 2015.